# HMS Colossus (R15)

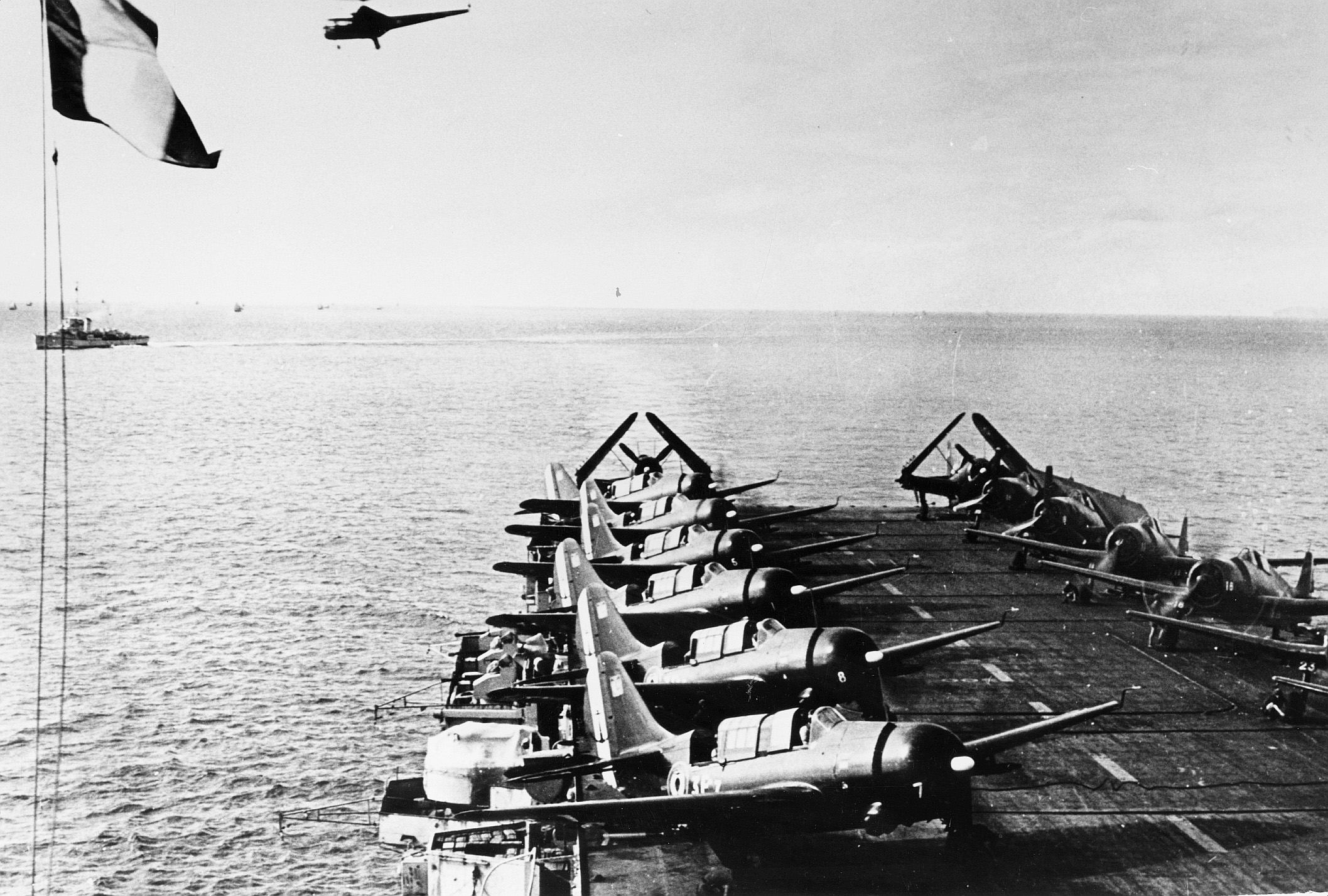
Golfo del Tonchino, 1951: il ponte di volo della Arromanches; sono visibili 8 Curtiss SB2C-5 Helldiver (Escadrille 3F) e 6 caccia Grumman F6F-5 Hellcat (Escadrille 1F)

La HMS Colossus (R15) è stata una portaerei leggera di costruzione britannica noleggiata e poi acquistata dalla Francia dopo la fine della seconda guerra mondiale ed utilizzata dalla Marine nationale tra l'agosto del 1946 e il 1974, quando venne radiata e avviata alla demolizione. In Francia fu ribattezzata Arromanches (con distintivo ottico R 95) in onore della città di Arromanches-les-Bains, a ricordo dello sbarco in Normandia.
La nave era il prototipo di una serie di dieci portaerei classe Colossus. La sua costruzione iniziò il 1º giugno 1942 nei cantieri Vickers-Armstrong (Regno Unito). Varata il 30 settembre 1943 entrò in servizio nel dicembre del 1944 nella Royal Navy, inquadrata nella Pacific Fleet in cui prestò servizio fino al 1946 senza aver preso parte ad azioni di guerra ed utilizzata per il trasporto di velivoli e per il rimpatrio dei militari inglesi dall'area del Pacifico al termine del conflitto. Al rientro nel Regno Unito venne dapprima ceduta in affitto dalla Marine nationale nel mese di agosto 1946 per un periodo di cinque anni, al termine dei quali nel 1951 venne acquistata dalla Francia.

## Cronologia
- 1947: Crociera nell'Africa Occidentale Francese, insieme alla corazzata Richelieu.
- 1948: Campagna in Indocina, con la flottiglia 4F (equipaggiata con SBD Dauntlesses e 2 Seafires) e la flottiglia 8F. La missione è durata tre mesi, sei settimane di guerra (152 missioni e 255 ore di volo).
- 1949: La Arromanches torna in Francia.
- 1950: Grandi riparazioni, nuova campagna in Indocina.
- 1951: Armata con la flottiglia 1F dotata dei Hellcat F6F e la flottiglia 3F dotata di SB2C Helldiver.

Acquistata dalla Royal Navy. Nuova campagna in Indocina, attacchi a vie di comunicazione, di trasporto e supporto aereo ravvicinato.
- 1952: Rientro a Tolone nel mese di giugno, e una nuova ripartenza alla fine di agosto diretta in Indocina con la flottiglia 12F dotata di velivoli F6F Hellcat e la flottiglia 9F dotata di SB2C Helldiver 9F.
- 1953 - 1954: Rientro a Tolone nel mese di febbraio. Nuova partenza per l'Indocina il 9 settembre 1953 con la flottiglia 11F e la flottiglia 3F dotate di F6F ed SB2C che partecipano alla Battaglia di Dien Bien Phu. Il 7 maggio 1954 Dien Bien Phu cade in mano ai Viet Minh.
- 1954 - 1955: Torna a Tolone nel mese di settembre 1954. Dopo la carenatura, è incorporata all'interno delle forze navali nel Mediterraneo.
- 1956: Intervento a Suez, con la portaerei La Fayette, con la flottiglia 14F e la flottiglia 15F dotate di Corsair e la flottiglia 9F dotata di Grumman TBM Avenger. Queste unità sono state ordinate per affondare la flotta egiziana nel porto di Alessandria (Opération Mousquetaire), la missione venne interrotta a causa della presenza di navi della Sesta Flotta della US Navy.
- 1957 - 1958: Installazione di una pista obliqua, di un miroir d'appontage e di un nuovo impianto radar.
- 1958: Portaerei di squadra con gli Alizé e i Fouga CM-175 ZéphirS.
- 1961: Intervento a Biserta.
- 1962 - 1974: Utilizzata come portaelicotteri d'assalto con la flottille 33F, la Arromanches continua ancora a qualificare i piloti in fase di atterraggio (squadriglia 53S). Permette lo studio della lotta antisommergibile con la flottiglia 31F.
- 1967: dal 1º settembre al 13 ottobre: esercizio congiunto franco-ivoriano "Alligator III" in Costa d'Avorio, con la squadra del Mediterraneo, la Clemenceau e la flotta anfibia.
- 1968: Grande carenaggio.
- 1970: dal 19 al 22 maggio: esercitazione di sbarco "Goéland" sulle rive del Morbihan con la Clemenceau (R 98) e la flotta anfibia.
- 1974: Radiata e ribattezzata il 5 settembre 1974 (numero di scafo Q525).
- 1976: Messa in vendita il 5 maggio
- 1977: Acquistata dalla Société de métaux Alexandrian Frères di Aubagne nel mese di dicembre.
- 1978: Inizio delle operazioni di demolizione.

Un ufficio postale ha operato a bordo della nave a bordo dal 1º giugno 1947 al 22 gennaio 1974. Essa ha usato successivamente quattro modelli timbro a data esagonale con tratteggiato con il nome della nave.